# Kanton Bar-le-Duc-1
Kanton Bar-le-Duc-1 (fr. Canton de Bar-le-Duc-1) je francouzský kanton v departementu Meuse v regionu Grand Est. Tvoří ho 12 obcí a část obce Bar-le-Duc. Zřízen byl v roce 2015.

## Obce kantonu
- Bar-le-Duc (část)
- Combles-en-Barrois
- Érize-la-Brûlée
- Érize-Saint-Dizier
- Géry
- Longeville-en-Barrois
- Naives-Rosières
- Resson
- Raival
- Rumont
- Savonnières-devant-Bar
- Seigneulles
- Trémont-sur-Saulx